# Чернівецький округ (ЗУНР)
Чернівецький округ ЗУНР — адміністративно-територіальна одиниця ЗУНР.
Передбачалося, що складатиметься з семи повітів: Вашківецький, Вижницький, Заставнівський, Кіцманський, Серетський, Сторожинецький, Чернівецький.
Відповідно до розпорядження Державного секретаріату військових справ ЗУНР № 3 від 13 листопада 1918 року, як Чернівецька військова округа ЗУНР (військово-адміністративна субодиниця) увійшла до Станіславської військової області ЗУНР.
Тим же розпорядженням було оголошено часткову мобілізацію.